# Prague Open Challenger III
Il Prague Open Challenger III, nome ufficiale IBG Prague Open per ragioni di sponsorizzazione, è un torneo professionistico maschile di tennis che fa parte dell'ATP Challenger Tour. Si disputa dal 2021 sui campi in terra rossa del TK Spoje Praha di Praga, capitale della Repubblica Ceca.
Sugli stessi campi si gioca il Prague Open II, un torneo del circuito ITF che nel 2020 ha ospitato un'edizione speciale con un torneo del circuito Challenger. L'anno successivo il Tenisový klub Spoje ha ospitato la prima edizione di questo torneo. L'edizione del 2024 non si è svolta a causa dei problemi legali dell'associazione tennistica ceca.

## Albo d'oro

### Singolare
| Anno | Campione         | Finalista     | Punteggio        |
| ---- | ---------------- | ------------- | ---------------- |
| 2024 | Non disputato    | Non disputato | Non disputato    |
| 2023 | Rudolf Molleker  | Gabriel Debru | 6–2, 6–2         |
| 2022 | Oleksii Krutykh  | Lucas Gerch   | 6–3, 6(2)–7, 6–2 |
| 2021 | Franco Agamenone | Ryan Peniston | 6–3, 6–1         |

### Doppio
| Anno | Campioni                                  | Finalisti                     | Punteggio        |
| ---- | ----------------------------------------- | ----------------------------- | ---------------- |
| 2024 | Non disputato                             | Non disputato                 | Non disputato    |
| 2023 | Petr Nouza Andrew Paulson (2)             | Filip Bergevi Mick Veldheer   | 7–5, 6–3         |
| 2022 | Victor Vlad Cornea (2) Andrew Paulson (1) | Adrian Andreev Murkel Dellien | 6–3, 6–1         |
| 2021 | Victor Vlad Cornea (1) Petros Tsitsipas   | Martin Krumich Andrew Paulson | 6–3, 3–6, [10–8] |